# وولکان (برنامه)
ولکان (انگلیسی: Vulkan) یک رابط برنامه‌نویسی گرافیک دوبعدی و سه‌بعدی است که در کنفرانس توسعه‌دهندگان بازی سال ۲۰۱۵ توسط گروه Khronos رونمایی شد.
ولکان یک API گرافیکی و محاسباتی نسل جدید برای دسترسی با راندمان بالا و بین پلتفرمی به پردازنده‌های گرافیکی است. ولکان به توسعه دهندگان امکان می دهد برنامه هایی را بنویسند که برای چندین پلتفرم مختلف ترابرد پذیر هستند. ولکان این امکان را برای توسعه دهندگان بازی فراهم می کند تا کنترل دقیق تری بر اجزا داشته باشند، که در تئوری می تواند عملکرد بازی را افزایش دهد. بنابراین، توسعه‌ دهندگان می‌توانند موارد خاصی مانند تخصیص حافظه و تولید بارهای کاری GPU را مدیریت کنند که به آنها امکان می‌ دهد قدرت بیشتری از سیستم‌ های چند رشته‌ای به دست آورند.